# Antonio Bindelli
Antonino Bindelli (Perugia, 1899 – Perugia, 1985) è stato un architetto italiano, accademico di Merito Residente dell'Accademia di Belle Arti di Perugia.
Il percorso professionale di architetto si svolse principalmente in Umbria nel XX secolo, nonostante la volontà dell'architetto Ugo Tarchi di averlo al suo fianco a Roma. Tra le realizzazioni di interesse pubblico si ricordano gli asili di Borghetto di Prepo e Borgo XX Giugno, la Piazza a Fontivegge, Viale Indipendenza, il progetto per il Palazzo di via Pellini, la risistemazione di Piazza d'Armi, la casa del Fascio di Ponte San Giovanni; gli ultimi progetti riguardano tre chiese parrocchiali: San Felicissimo a Ponte Felcino (1951), San Michele Arcangelo a Bastia Umbria (1962) e San Bartolomeo a Ponte San Giovanni (1965). Fu spesso ricordato come "l'architetto del teatro", in virtù dei lavori di restauro eseguiti al Teatro Morlacchi di Perugia.